# Розенберг, Андрей Григорьевич
Андрей Григорьевич Розенберг (Diederich Arend von Rosenberg; 21 января 1739, Рига — 25 августа 1813, Чёрное Подольской губернии) — генерал от инфантерии Русской императорской армии, глава ряда губерний Российской империи.

## Биография
Из курляндских дворян. Сын рижского экономии камерира Иоганна Георга Розенберга (1686—1750) и его жены Анны Регины, урожд. Ланденберг (ум. 1773). Крещён 28 января 1739 года в рижской церкви Святого Петра.
В 1753 году начал службу солдатом гвардии. Участник Семилетней войны. Принимал участие в сражениях при Гросс-Егерсдорфе (19 августа 1757 года) и при Пальциге (14 августа 1758 года). При Пальциге был тяжело ранен.
За отличие произведён 28 февраля 1758 года в первый офицерский чин прапорщика. В апреле 1760 года переведён в Рижский гарнизон секунд-майором. Через 6 лет назначен главным судьёй в контору строения Балтийского порта.
Во время русско-турецкой войны 1768—1774 годов выполнял секретные поручения при графе А. Г. Орлове, князе Ю. В. Долгорукове. Участвовал в действиях русского флота в Архипелаге, в Черногорской экспедиции, осаде Модона, Чесменском сражении, и в военных действиях в Крыму, командуя войсками в Керчи и Еникале.
В 1770 году произведён в капитаны Преображенского лейб-гвардии полка. в 1772 году переведён в армию чином полковника. В 1778—1779 годах участвовал в военных действиях против конфедератов в Польше. В 1779—1782 годах командовал Вятским пехотным полком. В 1782 году произведён в чин генерал-майора. В 1790 году назначен командиром Таврического егерского корпуса. 3 декабря 1796 года назначен шефом Витебского мушкетёрского полка, а 29 ноября следующего года произведён в чин генерала от инфантерии. В 1797 году шеф Московского гренадерского полка и инспектор Смоленской дивизии. В 1798 году назначен Смоленским военным губернатором и шефом Московского мушкетёрского полка.

### Походы в Европу с Суворовым
Особое место в военной карьере А. Г. Розенберга заняли Итальянский и Швейцарский походы русской армии 1798—1800 годов. В октябре 1798 года назначен командиром вспомогательного корпуса, направляемого в помощь Австрии против французов. Вместе с корпусом весной 1799 года прибыл в Верону и поступил под командование А. В. Суворова.
Занял Брешию, успешно действовал в сражении на реке Адде у Бривио, а затем нанёс поражение французам при Вердерио. 18 апреля 1799 года вступил в Милан; занял Пьемонт. В мае 1799 г. участвовал у неудачном для русских сражении при Бассиньяно.
В сражении при Треббии 7-8 июня 1799 года во главе двух колонн атаковал французов и отбросил их, оказав помощь колоннам князя П. И. Багратиона и организовал преследование отступавших частей генерала Виктора. За эти сражения был награждён орденом Св. Иоанна Иерусалимского с командорством и 1000 рублей ежегодного дохода.
Участник сражения при Нови (4 августа 1799 года), а затем Швейцарского похода, в котором командовал передовой колонной. 20 сентября 1799 года разбил войска генерала А. Массены в ходе сражения в Мутенской долине. Об этом эпизоде у А. А. Керсновского в его труде «История русской Армии» сказано:
Если когда-либо в военной истории перед каким-либо войском со всей ужасной определённостью ставилась дилемма «победить или умереть», то это, конечно, случилось в Муттенской долине с горстью чудо-богатырей в те навсегда памятные и навеки славные сентябрьские дни 1799 года.
Собранный Суворовым военный совет постановил — вместо Швица идти на Гларус и Кенталь. На арьергард Розенберга выпала трудная и почётная задача — прикрыть этот манёвр от армии Массены, начавшей уже от Швица спускаться в Муттенскую долину.

Три дня — 18-го, 19-го и 20-го сентября — вёл неравный бой в Муттенской долине этот геройский арьергард. 4000, а затем 7000 русских — оборванных, голодных, изнурённых — разгромили 15000 солдат Республики. Массена едва избежал плена. В этих боях французы лишились 3000 убитыми и ранеными, 2200 пленными, 2 знамён, 12 орудий. В руках одного из чудо-богатырей — гренадера Махотина, схватившего было Массену, французский главнокомандующий оставил один из своих эполет.
29 октября 1799 года награждён орденом Св. Андрея Первозванного. После отъезда больного Суворова в марте 1800 года из армии в Кракове, как старший в чине, принял на себя командование армией.

### Губернатор
8 июня 1800 года назначен Каменец-Подольским военным губернатором и шефом Владимирского мушкетёрского полка. С 1803 года также управлял Минской, Волынской и Подольской губерниями. 11 октября 1803 года назначен Херсонским военным губернатором, управляющим гражданской частью в Херсонской, Екатеринославской и Таврической губерниях.
В 1805 году подал прошение об увольнении от службы «по слабости здоровья». Был уволен Высочайшим повелением «с сохранением за ним всех окладов по должностям его получаемых». Скончался в имении Чёрном, вблизи Каменец-Подольска, 25 августа 1813 года.